# Franco Bertinetti
Franco Bertinetti (ur. 14 lipca 1923 w Vercelli, zm. 6 marca 1995 w Marsylii) – włoski szpadzista, dwukrotny złoty medalista olimpijski i wielokrotny medalista mistrzostw świata.
Na igrzyskach olimpijskich w Helsinkach w 1952 roku wspólnie z Edoardo Mangiarottim, Dario Mangiarottim, Giuseppe Delfino, Carlo Pavesim i Roberto Battaglią zdobył drużynowo złoty medal. Na rozgrywanych cztery lata później igrzyskach olimpijskich w Melbourne razem z Mangiarottim, Delfino, Pavesim, Giorgio Anglesio i Alberto Pellegrino ponownie zdobył złoty medal. W obu przypadkach w zawodach indywidualnych nie startował.
Podczas mistrzostw świata w Brukseli w 1953 roku wspólnie z Giancarlo Bergaminim, Manlio Di Rosą, Roberto Ferrarim, Edoardo Mangiarottim, Renzo Nostinim i Antonio Spallino zdobył złoty medal w zawodach drużynowych. W tej samej konkurencji Włosi z Bertinettim w składzie zdobywali też złote medale na mistrzostwach świata w Luksemburgu (1954), mistrzostwach świata w Rzymie (1955), mistrzostwach świata w Paryżu (1957) i mistrzostwach świata w Filadelfii (1958). Ponadto zdobył trzy medale w zawodach indywidualnych: srebrny na MŚ 1955 (za Giorgio Anglesio) oraz brązowe na MŚ 1954 (za Edoardo Mangiarottim i Carlo Pavesim) i MŚ 1957 (za Francuzem Armandem Mouyalem i Węgrem Gurgym Baranyim).
Szermierkę uprawiali także jego ojciec, Marcello oraz syn, również Marcello.